# Herniaria glabra var. glaberrima
Herniaria glabra subsp. glaberrima é uma variedade de planta com flor pertencente à família Caryophyllaceae. 
A autoridade científica da variedade é Fenzl, tendo sido publicada em Ledeb., Fl. Ross. 2: 159 (1843).

## Portugal
Trata-se de uma variedade presente no território português, nomeadamente em Portugal Continental.
Em termos de naturalidade é nativa da região atrás indicada.

## Protecção
Não se encontra protegida por legislação portuguesa ou da Comunidade Europeia.